# Aplicación de la Ley de Servicios de Comunicación Audiovisual

Pintada en un muro de la ciudad de Córdoba en alusión a la Ley de Medios.

La Aplicación de la Ley de Servicios de Comunicación Audiovisual es el proceso que comenzó a partir de la reglamentación de la Ley 26.522, aprobada por el Congreso Nacional, en agosto de 2009. La plena aplicación de dicha Ley fue retardada a partir de las presentaciones en la justicia de parte de distintos políticos y grupos económicos, que reclamaban por la ley en su conjunto o por artículos en particular.
Una vez aprobada en la Cámara de Diputados y en el Senado, empezaron a surgir los primeros impedimentos a la total aplicación de la Ley, debido a las medidas cautelares que se sucedieron. La ley tal como fue aplicada en 2009 nunca llegó a tener plena vigencia.

## Presentaciones en la justicia
Puesto que la aplicación de la Ley de Servicios de Comunicación Audiovisual afecta poderosos intereses, diversos grupos económicos y políticos se han presentado ante la Justicia para bloquear —en mayor o menor medida— la plena aplicación de esta Ley.

## Grupo Clarín
En 2009, cuando recién estaba aprobada por ambas cámaras del poder legislativo argentino, el Grupo Clarín presentó una demanda que cuestiona la constitucionalidad de los artículos 161 (el plazo de adecuación a la ley), el artículo 41 (intransferibilidad de las autorizaciones y licencias) y el artículo 45 (la cantidad de licencia que puede poseer cada licenciatario), basándose en que no respeta "derechos adquiridos". En diciembre de 2009, a tres meses de la aprobación de la ley, el juez a cargo de la causa, Edmundo Carbone, dicta una medida cautelar, sin resolver la cuestión de fondo.
Esta cautelar fue apelada por el gobierno argentino y en mayo de 2010, la Cámara Civil y Comercial Federal revocó la suspensión del artículo (el 41) que había dispuesto Carbone, pero la mantuvo para el resto de los artículos. Esto fue apelado nuevamente por el gobierno y la Corte Suprema de Justicia mantuvo la cautelar, pero exigió que se fije un plazo máximo a la cautelar para resolver la cuestión de fondo, la inconstitucionalidad o no de los artículos de la ley. La Cámara Civil y Comercial Federal en mayo de 2011 puso ese plazo en 3 años. Finalmente, después de la apelación por parte del Grupo Clarín, el 22 de mayo de 2012, la Corte Suprema de Justicia estableció el 7 de diciembre de 2012 como plazo concreto para el cese de la medida cautelar.
Meses más tarde y escasos días de la fecha límite, el Grupo Clarín solicitó extender la medida cautelar anterior para mantener suspendida la aplicación de la Ley, pero la Corte Suprema rechazó ese pedido el 27 de noviembre de 2012, además de solicitar al juez de primera instancia el inmediato dictado de la sentencia definitiva sobre la cuestión de fondo, esto es, la decisión final sobre la constitucionalidad de la Ley de Medios.

## Decisiones de la Corte Suprema

### Plazo para cumplimiento de la Ley
Tras casi tres años de permanecer paralizada la aplicación de la plenitud de los artículos de la Ley de Servicios de Comunicación Audiovisual, el 22 de mayo de 2012 la Corte Suprema de Justicia estableció el 7 de diciembre de 2012 como plazo concreto para el su cumplimiento integral. En realidad, de acuerdo con el fallo de la Corte, tal es el plazo límite para el vencimiento de las medidas cautelares. El fallo también explica que las cautelares «son resoluciones jurisdiccionales precarias y no pueden sustituir la solución de fondo porque afectan la seguridad jurídica». De este modo, la resolución del caso «Grupo Clarín SA y otros sobre medidas cautelares» ordena que se aplique el artículo 161 de la ley, que obliga a la desinversión en el caso de multiplicidad de licencias, con lo que quedan obligados tanto el Grupo Clarín como los demás grupos de medios que excedan la cantidad de licencias permitidas a deshacerse de sus activos excedentes en el plazo de un año «desde que la autoridad de aplicación establezca los mecanismos de transición. Vencido el plazo, serán aplicables las medidas que al incumplimiento correspondiesen». De las aproximadamente 300 licencias que posee el Grupo Clarín, podrá mantener un máximo de 24, debiendo deshacerse de las demás.
El fallo de la Corte Suprema de Justicia fue por decisión unánime, siendo firmado por el presidente de la Corte Ricardo Lorenzetti y por los ministros Carlos Fayt, Elena Highton de Nolasco, Enrique Petracchi (quien manifestó no compartir todos los fundamentos de sus colegas), Juan Carlos Maqueda y Eugenio Zaffaroni.
En septiembre de 2012, el exintendente de Morón y diputado nacional Martín Sabbatella fue designado por la presidenta Cristina Fernández de Kirchner al frente de la Autoridad Federal de Servicios de Comunicación Audiovisual (AFSCA), con vistas al cumplimiento integral de la Ley de Medios que, según la interpretación que hacía el Gobierno del fallo de Corte Suprema de Justicia, debía darse a más tardar el 7 de diciembre de ese año. Para esa fecha, consideraba el Gobierno, debían reasignarse las señales que eran operadas por el Grupo Clarín.
A partir de la decisión de la Corte Suprema de Justicia de establecer un plazo límite para el vencimiento de las medidas cautelares del Grupo Clarín y la entrada en vigencia de la totalidad de los artículos de la Ley de Servicios de Comunicación Audiovisual, se popularizaron en la sociedad manifestaciones sobre el asunto. La fecha establecida por la Corte quedó finalmente conocida por la contracción «7D» y tanto oficialistas como opositores pasaron a referirse tan solo de esta manera al acontecimiento.
El Gobierno ya venía haciendo una fuerte campaña publicitaria sobre esa fecha a la que llamaban "el 7D", había ordenado la producción de merchandising con esa inscripción "7D" para sus militantes y hasta organizó un festival musical para días después en el que actuarían conocidos artista populares "festejando" el inicio de la aplicación plena de la ley.
Los planes del Gobierno quedaron sin efecto un día antes de la fecha prevista, el 6 de diciembre de 2012, cuando un nuevo fallo de la Justicia extendió la medida cautelar que mantenía suspendido el artículo 161 de la Ley de Medios «hasta que se dicte una sentencia definitiva en la causa». El 29 de octubre de 2013, la Corte Suprema de Justicia dictó el primer fallo que puede considerarse "definitivo". En el mismo determinó la constitucionalidad de la ley, pero mantuvo silencio respecto a los requisitos que debían cumplir los grupos mediáticos para sus planes de desinversión, por no haber integrado la litis este punto en particular. Esta falta de definición motivó nuevos planteos y medidas cautelares que continuaron impidiendo la aplicación plena de la ley. 

## Modificaciones
El 4 de enero de 2016, la ley fue modificada por un decreto del presidente Mauricio Macri. La modificación alcanzó los puntos centrales, como los artículos que regulaban la venta de licencias, fijaban topes a la cantidad de las mismas que puede poseer un grupo de medios y establecían restricciones a la propiedad privada, Se creó el Ente Nacional de Comunicaciones (ENACOM) en reemplazo de la Autoridad Federal de Servicios de Comunicación Audiovisual (AFSCA) y la Autoridad Federal de Tecnologías de la Información y las Comunicaciones (AFTIC), y se introdujeron varios cambios en la Ley 26.522. Se modificó el artículo 41 permitiendo la venta de medios audiovisuales y facilitando la integración de cadenas privadas de medios. También se modificó el artículo 45, permitiendo la propiedad cruzada de medios de televisión por cable y abierta, se eliminaron los topes a la cantidad de ciudades en las que podía operar una misma empresa de televisión por cable, y se permitió a los licenciatarios pedir la extensión de sus licencias por 10 años, sin importar la fecha de vencimiento vigente a ese momento. Por último, se permitió a las empresas de telefonía fija y móvil acceder al mercado de la televisión paga.
Estas modificaciones fueron finalmente confirmadas por Ley del Congreso el 6 de abril de 2016, con el voto de todos los legisladores de Cambiemos más el apoyo de distintos sectores del peronismo, como los que respondían a José Manuel de la Sota y a Sergio Massa. El 8 de abril de 2016 un grupo de expertos en políticas de comunicación, representantes de instituciones académicas, de medios de comunicación comunitarios, cooperativos y comerciales, la Coalición por una Comunicación Democrática y el Centro de Estudios Legales y Sociales (CELS),  se presentaron en una audiencia frente a la Comisión Interamericana de Derechos Humanos, de la que también participaron representantes del Estado, elevando un petitorio  en relación con las consecuencias de los decretos presidenciales de 2015 que habían modificado la LSCA. La reunión de la OEA, con intervención del CIDH se realizó el 8 de abril de 2016, dos días después de que todo lo obrado por decreto fuera convalidado por ley del Congreso y, más allá de darse una duro debate entre representantes del gobierno y la oposición, no hubo ninguna medida tomada por parte de los organismos internacionales. 
En julio de 2017, el caso llegó a la Corte Suprema, mediante un amparo de una radioemisora llamada "FM En Tránsito" en el que le exigía a la Justicia la adjudicación de la licencia que había sido revocada por el decreto de creación del ENACOM. Se pretendía de esta manera obligar a la Corte a pronunciarse sobre la constitucionalidad del decreto. No obstante, la Corte falló a favor de FM En Tránsito otorgándole la licencia por considerar que tenía un derecho adquirido pero, al mismo tiempo, declaró abstracta la cuestión sobre la constitucionalidad del decreto impugnado, toda vez que el mismo había sido ratificado en legal forma por el Poder Legislativo.

Así, diez años después de su sanción, quedaba muy poco en pie del proyecto original de la Ley de Medios. El candidato a presidente Alberto Fernández, que había sido uno de los pocos miembros del kirchnerismo que se habían opuesto a la ley, argumentó en una nota con Tiempo Argentino que el fracaso de la iniciativa se debió a que las organizaciones sin fines de lucro no tienen la capacidad para manejar proyectos comerciales:
Si el Grupo Clarín, como consecuencia de esto, tiene alguna posición dominante o alguna posición para-monopólica o cuasi-monopólica, se resuelve con las leyes de Defensa de la Competencia y de Defensa del Consumidor. Y esas son las leyes que tenemos que utilizar para ver si el Grupo Clarín incumple algunas de esas cosas. Pero no se resuelve eso con la ley de Medios. La Ley de Medios puede ser una gran herramienta si es que queremos multiplicar voces, y si queremos promover algo que, recuerdo, en esencia es un negocio. Porque ese fue uno de los errores de la Ley. Cuando la Ley dice que un tercio del espectro debe estar en manos de ONGs y de entidades sin fines de lucro. Porque no podés dejar en manos de una entidad sin fines de lucro un proyecto comercial. No es posible eso. (...)
El error es pensar que puede una ONG tener una radio y competir con una radio que tiene una capacidad de contratación de locutores, de periodistas, de músicos, infinitamente mayor. Porque entonces nosotros creamos dos radios pero hay una que concentra la atención del público. Eso es el resultado de no advertir que los medios de comunicación son negocios. En la sociedad moderna son un negocio. (...) La ley de Medios no sirvió para aquello que quería servir.
Alberto Fernández, 26 de mayo de 2019.
El 3 de marzo de 2020, el ex titular del AFSCA, Martín Sabbatella, fue condenado a 6 meses de prisión en suspenso por el abuso de autoridad cometido en la aplicación de la Ley de Medios. También fue  inhabilitado para ejercer cargos públicos durante un año. La condena quedó firme en junio de 2021 por la Cámara Federal de Casación.